# إرن بياز
إرن بياز (بالتركية: Eren Beyaz)‏ مواليد 01 أكتوبر 1985، هو لاعب كرة سلة تركي بدأ مسيرته الاحترافية في سنة 2002 يلعب في الدوري التركي لكرة السلة. يبلغ طوله 6 قدم 10 بوصة (2.1 م).

## فرق لعب لها
- غلطة سراي لكرة السلة
- طرابزون سبور لكرة السلة

## روابط خارجية
- إرن بياز على موقع الاتحاد الدولي لكرة السلة (الإنجليزية)
- إرن بياز على موقع الدوري الأوروبي لكرة السلة (الإنجليزية)
- إرن بياز على موقع كرة السلة الأوروبية.كوم (الإنجليزية)
- إرن بياز على موقع ريلجم (الإنجليزية)
- إرن بياز على موقع بروبوليرز (الإنجليزية)
- إرن بياز على موقع سبورتس رفرنس (الإنجليزية)